# 小行星1459
小行星1459（1459 Magnya）是一颗围绕太阳公转的小行星。1937年11月4日，格利果利·N·諾伊明在克里米亚发现了此天体。
这颗小行星的绝对星等为328.9460714728953等。